# 石床幹雄
石床 幹雄（いしどこ みきお、1947年9月10日 - 2004年11月23日）は、香川県小豆郡福田村（現：小豆島町）出身のプロ野球選手（投手、右投右打）。引退後は料理人に転身した。

## 来歴・人物
1963年に高松商業高校に入学。しかし、同学年で投手は3人という厳しい競争を強いられ、入学してから数ヵ月後、土庄高校に転校する。
2年生の秋に岡山東商業高校との練習試合で登板した石床は、当時すでにプロ候補として知れわたっていた平松政次と投げ合い、完封勝利を収めた。後に大洋ホエールズに入り200勝投手となる平松に投げ勝った無名の投手に、プロ各球団が注目した。特にシュートに威力があった。
翌1965年は土井池憲治との二本柱で春季中国大会県予選を勝ち進み、決勝で木田高を降し初優勝。しかし県代表決定戦では、春の選抜出場校である高松商の小坂敏彦らに抑えられ0-1で惜敗。同年夏は甲子園県予選を勝ち抜き、北四国大会に進むが、準決勝でエース西本明和を擁する松山商に敗退。結局、春夏とも甲子園には出場できなかったが、さらに注目を集め、プロ野球への道が開けた。
1965年から始まったドラフト会議で阪神タイガース最初のドラフト1位に指名され、入団（同期には後に監督となる藤田平がいる）。この時の背番号は18。ドラフト指名時、石床は社会人野球の四国電力に進むことが決定していた。さらに、当時このドラフト会議で阪神は鈴木啓示を指名すると予想されていた。しかし、当時の阪神のチーフスカウトであった佐川直行が、「おれのスカウト生命をかける」と言って周囲を説得、1位指名に至った。
1年目の1966年から一軍に上がり、同年は14試合登板、防御率2.35の記録を残す。1968年10月10日には中日を相手に初先発。5回を無失点で好投、1点リードで柿本実に後を託すが、9回に追いつかれ初勝利をふいにする。1969年10月12日には大洋を相手に2度目の先発。6回を4安打無失点で切り抜け、今度は柿本が後続を抑えて初勝利を果たす。しかし、このシーズンオフに慢性腎不全に侵されていることが判明。翌1970年8月に肺炎のため、わずか5年というプロ野球人生に自ら幕を閉じた。
引退後は地元で療養をしながら実家の旅館を手伝い、1976年より活魚料理店「石床」を経営した。以降は人工透析などの治療を受けながら料亭の経営を続けていたものの、病状は悪化。そして、2004年11月23日に自宅で倒れ、病院に搬送されるも、搬送先の病院で急性心不全のため亡くなった。57歳没。
近鉄で317勝の実績を残して引退した鈴木啓示が、講演で近くに来たついでに「石床」に来店し、「わしは阪神に行くはずやった。しかし、おまえが来たから近鉄になったんや。」と切り出したことがあった。しかし石床は苦笑しつつも「わしが決めたわけじゃない。当時、阪神のスカウトが見たらわしの方が上だったから、一位になれたんじゃないか」「（自分は1勝しかできなかった）けど、おまえは近鉄の二位。わしは阪神の一位。いくら三百勝といっても、それは変わらんぞ」と言い返した。鈴木からゴルフに行こうと誘われたが、これも意地で断ったという。
また、翌年ドラフト1位で阪神入りした江夏豊は後に、「もし前年阪神が鈴木さんを指名していたら、球団は2年連続で高校生の左腕は取らなかった。従って阪神の江夏も無かっただろう」と語っている。

## 詳細情報

### 年度別投手成績
| 年 度     | 球 団     | 登 板 | 先 発 | 完 投 | 完 封 | 無 四 球 | 勝 利 | 敗 戦 | セ 丨 ブ | ホ 丨 ル ド | 勝 率 | 打 者 | 投 球 回 | 被 安 打 | 被 本 塁 打 | 与 四 球 | 敬 遠 | 与 死 球 | 奪 三 振 | 暴 投 | ボ 丨 ク | 失 点 | 自 責 点 | 防 御 率 | W H I P |
| --------- | --------- | ----- | ----- | ----- | ----- | -------- | ----- | ----- | -------- | ----------- | ----- | ----- | -------- | -------- | ----------- | -------- | ----- | -------- | -------- | ----- | -------- | ----- | -------- | -------- | ------- |
| 1966      | 阪神      | 14    | 0     | 0     | 0     | 0        | 0     | 0     | --       | --          | ----  | 95    | 23.0     | 20       | 0           | 8        | 1     | 0        | 4        | 0     | 0        | 9     | 6        | 2.35     | 1.22    |
| 1967      | 阪神      | 1     | 0     | 0     | 0     | 0        | 0     | 0     | --       | --          | ----  | 10    | 1.2      | 1        | 0           | 3        | 0     | 1        | 2        | 0     | 0        | 2     | 1        | 5.40     | 2.40    |
| 1968      | 阪神      | 1     | 1     | 0     | 0     | 0        | 0     | 0     | --       | --          | ----  | 20    | 5.0      | 5        | 0           | 0        | 0     | 0        | 4        | 0     | 0        | 0     | 0        | 0.00     | 1.00    |
| 1969      | 阪神      | 5     | 1     | 0     | 0     | 0        | 1     | 1     | --       | --          | .500  | 73    | 17.0     | 20       | 0           | 3        | 1     | 1        | 15       | 0     | 0        | 10    | 7        | 3.71     | 1.35    |
| 通算：4年 | 通算：4年 | 21    | 2     | 0     | 0     | 0        | 1     | 1     | --       | --          | .500  | 198   | 46.2     | 46       | 0           | 14       | 2     | 2        | 25       | 0     | 0        | 21    | 14       | 2.68     | 1.29    |

### 記録
- 初登板：1966年7月2日、対大洋ホエールズ12回戦（川崎球場）
- 初勝利：1969年10月12日、対大洋ホエールズ26回戦（川崎球場）

### 背番号
- 18（1966年 - 1970年）